# 加利皮恩索
加利皮恩索（西班牙語：Gallipienzo）是西班牙纳瓦拉的一个市镇。总面积57平方公里，总人口153人（2001年），人口密度3人/平方公里。